# بیت هفتی
بیت هفتی (انگلیسی: Beat Hefti؛ زادهٔ ۳ فوریهٔ ۱۹۷۸) ورزشکار بابسلد اهل سوئیس بود. وی در چهار المپیک زمستانی شرکت کرده است که عناوین آن شامل، مدال طلا سوچی۲۰۱۴(دونفره)، مدال برنز تورینو۲۰۰۶(دو نفره و چهار نفره)، مدال برنز سالت لیک سیتی۲۰۰۲(دو نفره).
وی در مسابقات کشوری و بین‌المللی در مجموع برندهٔ ۲ مدال طلا، ۲ مدال نقره، ۶ مدال برنز شده‌است.